# Бёрджесс, Дон
Дон Майкл Бёрджесс (англ. Don Michael Burgess; род. 28 мая 1956, Санта-Моника, Калифорния) — американский кинооператор. Номинировался в 1995 году на премию «Оскар» за лучшую операторскую работу в фильме «Форрест Гамп».

## Биография
Родился 28 мая 1956 года в городе Санта-Моника, США. Учился в колледже «Art Center College of Design» в Лос-Анджелесе изучая кинопроизводство. Бёрджесс известен по своему сотрудничеству в нескольких проектах режиссёра Роберта Земекиса.
Он также работал над такими фильмами как «Человек-паук», «Зачарованная», «Исходный код», «Маппеты» и др.
Член Американского общества кинооператоров с 1995 года.

## Фильмография
- 2022 — Аквамен и потерянное царство / Aquaman and the Lost Kingdom
- 2018 — Аквамен / Aquaman
- 2017 — Чудо / Wonder
- 2016 — Монстр-траки / Monster Trucks
- 2016 — Союзники / Allied
- 2016 — Заклятие 2 / The Conjuring 2
- 2014 — Маппеты 2 / Muppets Most Wanted
- 2013 — 42 / 42
- 2012 — Экипаж / Flight
- 2011 — Маппеты / The Muppets
- 2011 — Пастырь / Priest
- 2011 — Исходный код / Source Code
- 2010 — Книга Илая / The Book of Eli
- 2009 — Пришельцы на чердаке / Aliens in the Attick
- 2008 — Золото дураков / Fool’s Gold
- 2007 — Зачарованная / Enchanted
- 2006 — Моя супер-бывшая / My Super Ex-Girlfriend
- 2006 — Белый плен / Eight Below
- 2004 — Рождество с неудачниками / Christmas with the Kranks
- 2004 — Полярный экспресс / The Polar Express
- 2004 — Из 13 в 30 / 13 Going on 30
- 2003 — Радио / Radio
- 2003 — Терминатор 3: Восстание машин / Terminator 3: Rise of the Machines
- 2002 — Человек-паук / Spider-Man
- 2000 — Изгой / Cast Away
- 2000 — Что скрывает ложь / What Lies Beneath
- 1997 — Контакт / Contact
- 1996 — Вечерняя звезда / The Evening Star
- 1995 — Прощание с Парижем / Forget Paris
- 1994 — Богатенький Ричи / Richie Rich
- 1994 — Форрест Гамп / Forrest Gump
- 1993 — Джош и Сэм / Josh and S.A.M.
- 1992 — Деньги, деньги, ещё деньги / Mo' Money
- 1989 — Слепая ярость / Blind Fury
- 1988 — Свихнувшийся мир / World Gone Wild
- 1981 — Переполох / Ruckus